# Riba de Ave
Riba de Ave es una freguesia portuguesa del concelho de Vila Nova de Famalicão, con 2,83 km² de superficie y  habitantes (2001). Su densidad de población es de 1200,0 hab/km².